# 조 더바인
조지프 빈센트 더바인(영어: Joseph Vincent Devine, 1892년(또는 1895년) 3월 3일~1951년 9월 21일)은 미국의 야구 스카우트이다. 피츠버그 파이리츠와 뉴욕 양키스에서 스카우트로 일했으며, 뉴욕 양키스 시절 조 디마지오와 계약한 일로 가장 잘 알려져 있다.

## 야구 경력
더바인은 미국 캘리포니아주 오클랜드 태생이다. 마이너 리그에서 외야수로 뛰었으며, 1917년 시즌 보스턴 레드삭스의 스프링 트레이닝 당시 로스터에 이름을 올렸지만 메이저 리그에 승격되지는 못했다. 더바인은 제1차 세계 대전 중에 시애틀에서 지역 야구 팀의 감독을 맡았으며, 시애틀 레이니어스에서 스카우트로 일했고, 캘거리에서 야구 팀 감독을 맡았다가 피츠버그 파이리츠 구단에 합류했다.
파이리츠 구단을 떠난 후에는 샌프란시스코에 있는 미션 레즈의 감독을 맡았다. 1932년부터는 폴 크리첼에게 고용되어 뉴욕 양키스의 미국 서부 지역 수석 스카우트로 일했다. 더바인은 앤디 캐리, 제리 콜먼, 펜턴 몰, 조니 린델, 클리프 메이프스, 찰리 실베라 리오 리게티와의 계약도 성사시켰다.

## 스카우트 스타일
더바인의 스카우트 스타일은 크리첼과 비슷했다. 더바인은 선수의 능력뿐만 아니라 성격과 인품도 살펴보았는데, 이는 선수들이 양키스에서 뛰는 압박감을 견딜 수 있는지를 확인하기 위해서였다. 체격 또한 중시했는데, 키가 6피트(183cm) 미만인 선수는 단 두 명만을 영입했다.

## 조 더바인 에어웨이 파크
더바인이 1951년에 사망한 직후에 아이다호주 보이시에 있는 한 야구장의 이름이 조 더바인 에어웨이 파크로 변경되었다. 이 구장을 사용하는 팀이 뉴욕 양키스 산하에 들어간 지 얼마 안된 시점이었고, 더바인은 마이너 리그인 유니언 어소시에이션에서 선수로 뛰었던 적이 있었다.